# Leo (voornaam)
Leo is een jongensnaam die zijn oorsprong te danken heeft aan het Latijnse woord leo, dat leeuw betekent. Een afgeleide meisjesnaam is Lea. Deze naam kan ook een afkorting zijn voor een meisjesnaam, zoals bijvoorbeeld Leonie en Leonora. Soms is het ook de verkorte vorm van Leopold of Leonard.

## Personen met de naam Leo

### Keizers van Byzantium
- Leo I (ca. 401-474), 457-474
- Leo II (ca. 467-474), 474
- Leo III de Isauriër (ca. 675-741), 717-741
- Leo IV de Chazaar (750-780), 775-780
- Leo V de Armeniër (ca. 775-820), 813-820
- Leo VI de Wijze (866-912), 886-912

### Vorsten van (Cyclisch) Armenië
- Leo I (?-1140), 1129-1140
- Leo II de Wonderbaarlijke (I) (1150-1219), 1187-1219
- Leo III (II) (1236-1289), 1269/70-1289
- Leo IV (III) (1287/9-1307), 1303-1307
- Leo V (IV) (1309-1341), 1320-1341
- Leo VI (V) (1342-1393), 1374-1375

### Pausen
- Leo I de Grote (400-461), 440-461
- Leo II (?-683), 682-683
- Leo III (?-816), 795-816
- Leo IV (ca. 790-855), 847-855
- Leo V (?-903), 903
- Leo VI (?-928), 928-929
- Leo VII (?-939), 936-939
- Leo VIII (?-965), 963-965, mogelijk tegenpaus
- Leo IX (1002-1054), 1049-1054
- Leo X (1475-1521), 1513-1521
- Leo XI (1535-1605), 1605
- Leo XII (1760-1829), 1823-1829
- Leo XIII (1810-1903), 1878-1903
- Leo XIV (1955), (2025)

### Overige personen
- Leo Alkemade (1980), Nederlands cabaretier, schrijver en acteur.
- Leo Apostel (1925-1995), Belgisch filosoof
- Leo Carrillo (1881-1961), Amerikaans acteur
- Leo Driessen (1955), Nederlands sportverslaggever en tekstschrijver
- Leo Hogenboom (1951), Nederlands acteur
- Leo Ferrier (1940-2006), Surinaams schrijver
- Leo Madder (1946), Belgisch acteur en regisseur.
- Leo Peeters (1950), Belgisch politicus (sp.a)
- Leo Penn (1921-1998), Amerikaans acteur
- Leo Petersen (1974), Nederlands poppenspeler
- Leo Pleysier (1945), Belgisch schrijver
- Leo Schatz (1918-2014), Nederlands kunstschilder, tekenaar en dichter
- Leo Tolstoj (1828-1910), Russisch schrijver
- Leo van Wijk (1946), Nederlandse topman (KLM)

- Luiz Eduardo de Oliveira (1944), pseudoniem 'Leo', Braziliaans stripauteur
- Leonardo Lourenço Bastos (1975), 'Léo', Braziliaans voetballer

### Fictieve personen
- Leo Jordaan, personage uit Harry Potter

- Leo
- Leo-Abram Errera
- Leo-Cedarville
- Leo-Cedarville (Indiana)
- Leo-Center
- Leo-Karel De Pape
- Leo-Stichting
- Leo 'Leonardo' Wyatt
- Leo (2000)
- Leo (2023)
- Leo (R.) Stanley
- Leo (Soeperman-personage)
- Leo (koek)
- Leo (personage)
- Leo (stad)
- Leo (sterrenbeeld)
- Leo (striptekenaar)
- Leo (tekenaar)
- Leo (voornaam)
- Leo Abeli Ab Equart
- Leo Abels
- Leo Abraham Kraft
- Leo Adde
- Leo Adriaenssen
- Leo Aerden
- Leo Aernaudts
- Leo Africanus
- Leo Albering
- Leo Alexander
- Leo Alkemade
- Leo Amberg
- Leo Amy Falcam
- Leo Anton Karl de Ball
- Leo Apostel
- Leo Appelt
- Leo Ascher
- Leo Augusteyns
- Leo Award
- Leo Awards
- Leo Baeck
- Leo Baekeland
- Leo Baptistao
- Leo Beaufort
- Leo Beenhakker
- Leo Beerendonk
- Leo Belgicus
- Leo Belgicus (heraldiek)
- Leo Belgicus (kaart)
- Leo Berndsen
- Leo Bertos
- Leo Bervoets
- Leo Beulen
- Leo Beyers
- Leo Bittremieux
- Leo Blindeman
- Leo Blokhuis
- Leo Boekraad
- Leo Boogaard
- Leo Boogaard sr.
- Leo Borchard
- Leo Bosschart
- Leo Boudewijns
- Leo Bouwmeester
- Leo Braat
- Leo Brenninkmeijer
- Leo Brom
- Leo Brongersma
- Leo Brouwer
- Leo Brouwer (burgemeester)
- Leo Brouwer (musicus)
- Leo Brunswijk
- Leo Burmester
- Leo Burnett Building
- Leo Caerts
- Leo Canjels
- Leo Cannaerts
- Leo Cappuyns
- Leo Carpentier
- Leo Carrillo
- Leo Castelli
- Leo Chambers
- Leo Chance
- Leo Chingkwake
- Leo Clijsters
- Leo Coehorst
- Leo Colins
- Leo Collard
- Leo Commu
- Leo Copers
- Leo Corbett
- Leo Cordang
- Leo Corin
- Leo Corsten
- Leo Cosyns
- Leo Cox
- Leo Cox (politicus)
- Leo Cushley
- Leo Custers
- Leo Cuypers
- Leo Damen
- Leo Daniël Brongersma
- Leo De Bock
- Leo De Budt
- Leo De Haes
- Leo De Kesel
- Leo De Maeyer
- Leo De Peuter
- Leo De Rycke
- Leo Declerck
- Leo Degens
- Leo Dehon
- Leo Delcroix
- Leo Delfos
- Leo Delibes
- Leo Delwaide
- Leo Delwaide (1897-1978)
- Leo Delwaide (burgemeester)
- Leo Delwaide sr
- Leo Derksen
- Leo Dewals
- Leo Dierckx
- Leo Dijkgraaf
- Leo Disch
- Leo Driessen
- Leo Duijndam
- Leo Duyndam
- Leo Ehlen
- Leo Eichmann
- Leo Ejup
- Leo Eland
- Leo Elaut
- Leo Elders
- Leo Elfers
- Leo Eliazer
- Leo Esaki
- Leo Express
- Leo Falcam
- Leo Fall
- Leo Fender
- Leo Ferre
- Leo Ferrier
- Leo Fijen
- Leo Fischer
- Leo Fitzpatrick
- Leo Frachtenberg
- Leo Franco
- Leo Frenssen
- Leo Fretz
- Leo Frijda
- Leo Frobenius
- Leo Fuld
- Leo G. Carroll
- Leo Geerts
- Leo Genn
- Leo Gestel
- Leo Gestelbrug
- Leo Geurtjens
- Leo Geyr von Schweppenburg
- Leo Gheeraerdts
- Leo Ghering
- Leo Glans
- Leo Goodwin
- Leo Goovaerts
- Leo Govaerts
- Leo Graetz
- Leo Gratz
- Leo Greiml
- Leo Grätz
- Leo Guda
- Leo Guit
- Leo Guns
- Leo H. Klaassen
- Leo Halkes
- Leo Halle
- Leo Hayter
- Leo Heij
- Leo Heijdenrijk
- Leo Hellemans
- Leo Hendrickx
- Leo Hendrik Baekeland
- Leo Hendrikx
- Leo Herberghs
- Leo Herman Frijda
- Leo Hermens
- Leo Hermsen
- Leo Hofland
- Leo Hogenboom
- Leo Horbach
- Leo Horn
- Leo Houben
- Leo Houtsonen
- Leo Howard
- Leo Huberman
- Leo I
- Leo II
- Leo III
- Leo III (Byzantijnse Rijk)
- Leo III van Armenie
- Leo III van Armenië
- Leo III van Byzantium
- Leo II (Byzantijnse Rijk)
- Leo II van Armenie
- Leo II van Armenië
- Leo II van Byzantium
- Leo IV
- Leo IV (Byzantijnse Rijk)
- Leo IV van Armenie
- Leo IV van Armenië
- Leo IV van Byzantium
- Leo IX
- Leo I (Byzantijnse Rijk)
- Leo I (keizer)
- Leo I van Armenie
- Leo I van Armenië
- Leo I van Byzantium
- Leo Ide
- Leo Igwe
- Leo J. Krijn
- Leo J. Krijnprijs
- Leo J. Kryn
- Leo J. Krynprijs
- Leo J Kryn
- Leo James Rainwater
- Leo Jansen
- Leo Jansen (politicus)
- Leo Jansen (voetballer)
- Leo Janssen
- Leo Jordaan
- Leo Jordaan (Harry Potter)
- Leo Jordaan (cartoonist)
- Leo Jordaan (filmcriticus)
- Leo Josephus Cornelis Beaufort
- Leo Jozef Suenens
- Leo Jozef Theresia Pleysier
- Leo Jungblut
- Leo K. Greenlees
- Leo Kadanoff
- Leo Kamman
- Leo Kanner
- Leo Kannercollege
- Leo Kannerhuis
- Leo Katoen
- Leo Keesing
- Leo Kenter
- Leo Kerstges
- Leo Ketelaars
- Leo Kierkels
- Leo Kinnunen
- Leo Kirch
- Leo Klein Gebbink
- Leo Knegt
- Leo Knops
- Leo Kogeldans
- Leo Kok
- Leo Kokubo
- Leo Koopman
- Leo Kornbrust
- Leo Koswal
- Leo Koswal jr.
- Leo Kouwenhoven
- Leo Kraemer
- Leo Kraft
- Leo Kramer
- Leo Kruger
- Leo Krämer
- Leo Kuhnen
- Leo Kurpershoek
- Leo Köhlenberg
- Leo Kühnen
- Leo Küpper
- Leo Lagrou
- Leo Lanckneus
- Leo Lashley
- Leo Lauer
- Leo Laurens
- Leo Lauriers
- Leo Le Ble Jaques
- Leo Leander Bekaert
- Leo Lens
- Leo Lepelaars
- Leo Leroy Beranek
- Leo Leyson
- Leo Lindemans
- Leo Linkovesi
- Leo Linssen
- Leo Lionni
- Leo Lippmann
- Leo Lodewijk Marie van Nispen tot Sevenaer
- Leo Loedts
- Leo Lovaert
- Leo Lucassen
- Leo Luo
- Leo Lyons
- Leo Madder
- Leo Maduschka
- Leo Magits
- Leo Major
- Leo Maria Cornelis Ancion
- Leo Marien
- Leo Mariën
- Leo Marks
- Leo Martin
- Leo Matos
- Leo McCarey
- Leo McKern
- Leo Mechelaere
- Leo Meert
- Leo Mens
- Leo Mertens
- Leo Merz
- Leo Messi
- Leo Meter
- Leo Mets
- Leo Meulemans
- Leo Michel Thierry
- Leo Michel Thiery
- Leo Michielsen
- Leo Michielsen (componist)
- Leo Michielsen (politicus)
- Leo Mimmler
- Leo Minor
- Leo Mittelholzer
- Leo Mock
- Leo Moeremans
- Leo Moonen
- Leo Moracchioli
- Leo Morpurgo
- Leo Moulin
- Leo Mundeleer
- Leo Nardus
- Leo Nauwelaers
- Leo Neels
- Leo Nelissen
- Leo Nielsen
- Leo Njengo
- Leo Nocentelli
- Leo Noordegraaf
- Leo Nucci
- Leo Nuyts
- Leo Nys
- Leo O'Brien
- Leo Obers
- Leo Octave Marie van Nispen tot Sevenaer
- Leo Oldenburger
- Leo Oracion